# McArthur-Gletscher (Antarktika)
Der McArthur-Gletscher ist ein kleiner Gletscher an der Rymill-Küste des Palmerlands auf der Antarktischen Halbinsel. Er fließt zwischen den Christie Peaks und dem Swine Hill in westlicher Richtung zum George-VI-Sund.
Das UK Antarctic Place-Names Committee benannte ihn 1977 nach dem britischen Geophysiker Alistair Hugh McArthur (* 1941), der für den British Antarctic Survey von 1967 bis 1968 auf Stonington Island tätig war.